# Pars pro toto
Pars pro toto (łac. „część za całość”) – figura retoryczna, odmiana synekdochy, polegająca na zastąpieniu nazwy przedmiotu przez nazwę jego części, np. własny kąt zamiast własny dom, dach nad głową zamiast dom. Przeciwieństwem pars pro toto jest totum pro parte.
W klasycznej retoryce jest to także technika świadomego wprowadzania słuchaczy w błąd poprzez podawanie jedynie części informacji (prawdy), przy jednoczesnym sugerowaniu (sposobem wypowiedzi, kontekstem itp.), że jest to cała prawda.